# Diócesis de Térmoli-Larino
La diócesis de Térmoli-Larino (en latín: Dioecesis Thermularum-Larinensis y en italiano: Diocesi di Termoli-Larino) es una circunscripción eclesiástica de la Iglesia católica en Italia. Se trata de una diócesis latina, sufragánea de la arquidiócesis de Campobasso-Boiano. Desde el 22 de abril de 2006 su obispo es Gianfranco De Luca.

## Territorio y organización

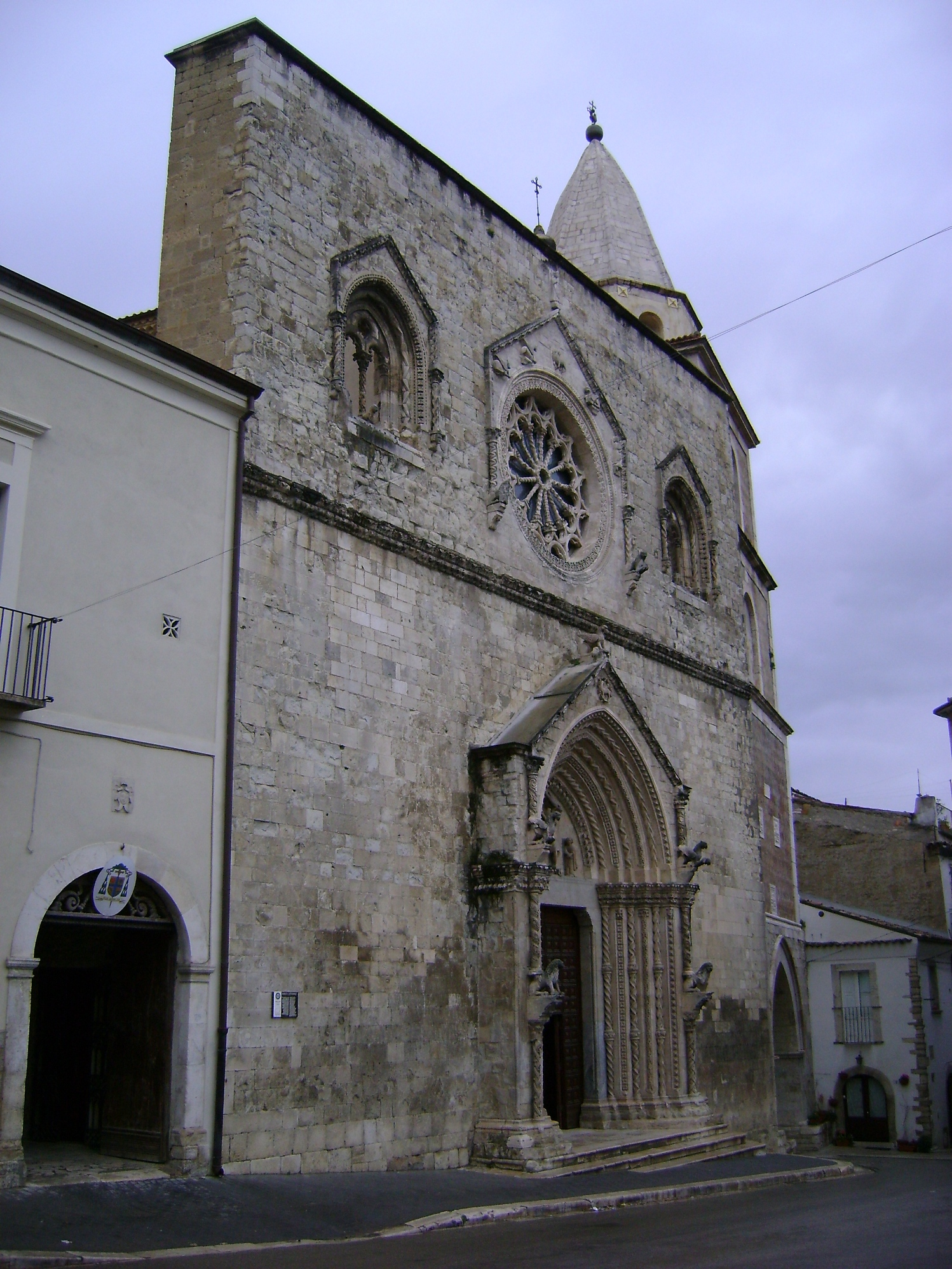
Concatedral basílica de Santa María Asunta y San Pardo, en Larino

La diócesis tiene 1424 km² y extiende su jurisdicción sobre los fieles católicos de rito latino residentes en 34 comunas de la provincia de Campobasso en la región de Molise: Acquaviva Collecroce, Bonefro, Campomarino, Casacalenda, Castelbottaccio, Castelmauro, Civitacampomarano, Colletorto, Guardialfiera, Guglionesi, Larino, Lucito, Lupara, Mafalda, Montecilfone, Montelongo, Montemitro, Montenero di Bisaccia, Montorio nei Frentani, Morrone del Sannio, Palata, Petacciato, Portocannone, Provvidenti, Ripabottoni, Rotello, San Felice del Molise, San Giacomo degli Schiavoni, San Giuliano di Puglia, San Martino in Pensilis, Santa Croce di Magliano, Tavenna, Termoli y Ururi.

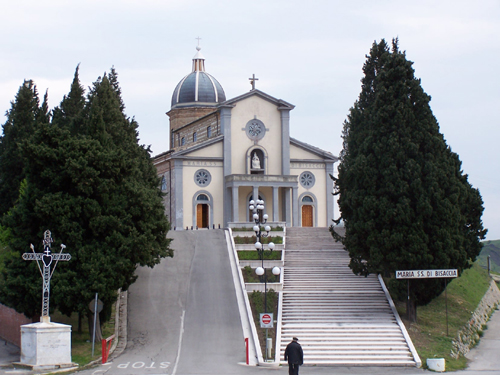
Santuario de María Santísima, en Montenero di Bisaccia

La sede de la diócesis se encuentra en la ciudad de Térmoli, en donde se halla la Catedral de Santa María de la Purificación. En Larino se encuentra la Concatedral basílica de Santa María Asunta y San Pardo.
En 2021 en la diócesis existían 51 parroquias agrupadas en 4 vicariatos: Larino-Campomarino, Montenero di Bisaccia-Castelmauro, Santa Croce di Magliano-Casacalenda y Termoli-San Giacomo degli Schiavoni.
Lista de santuarios y ermitas presentes en la diócesis:
- santuario de Maria SS. Della Vittoria in Valentino, Térmoli;
- santuario Madonna della Difesa, Casacalenda;
- santuario Madonna della Salute, Castelmauro;
- santuario Madonna delle Grazie, Térmoli;
- santuario Madonna di Santa Giusta, Palata;
- santuario Madonna Grande, Campomarino;
- santuario Maria Santissima di Bisaccia, Montenero di Bisaccia;
- santuario Santi Martiri Larinesi, Larino;
- ermita lavra Stella Maris, Guglionesi.

## Historia
La diócesis actual nació de la unión en 1986 de dos antiguas sedes episcopales, la diócesis de Larino, documentada en el siglo V, y la diócesis de Termoli, erigida en el siglo X.

### Sede de Larino
Se desconocen los orígenes de la diócesis de Larino, que está documentada a partir de finales del siglo V. El primer obispo conocido es Giusto, episcopus Larinati, destinatario de una carta del papa Gelasio I (492-496), que lo autoriza a consagrar una iglesia construida por los laicos Prisciliano y Felicisimo a san Miguel Arcángel. Otra carta de Gelasio I probablemente esté dirigida al propio Giusto, indicado sin su lugar de pertenencia, encargándole, junto con Probo de Carmeiano, investigar a los sacerdotes Rómulo y Tiziano y al obispo de Lucera.
En la antigüedad, se atribuye con seguridad a Larino un segundo obispo, Giovanni I, que recibió una carta del papa Pelagio I (556-561) con la que el pontífice le encomendaba velar por la correcta administración de los monasterios de Sannio y Lucania y le autorizó a excluir a los laicos de su gestión, confiando la tarea a los sacerdotes.
A partir del siglo VII no hubo más noticias de Larino hasta la bula del papa Marino II en 943, donde la ciudad aparece entre las posesiones de la sede de Benevento. En este período la Iglesia de Larino estaba gobernada por un presbítero, como lo documentan algunos diplomas de los príncipes Landulfo II y Pandulfo I del año 952. Con la bula del 26 de mayo de 969 el papa Juan XIII concedió a Landulfo I de Benevento el título de arzobispo, el uso del palio y la facultad de consagrar a sus obispos sufragáneos, incluido el de Larino.
Con excepción de la controvertida figura del obispo Attone (o Azzone), mencionada en la Crónica de Leone Ostiense hacia 960, los primeros obispos que pueden atribuirse con certeza a Larino sólo aparecen en la segunda mitad del siglo XI: Giovanni II participó en el sínodo provincial convocado por el metropolitano Udalrico de Benevento en 1061; Guillermo participó en la consagración de la basílica de Montecasino en 1071 y en el tercer concilio de Melfi en 1089. El obispo Roger de Larino presenció, a finales del siglo XI, los milagros ocurridos en Benevento debido al paso de las reliquias de san Nicolás. Entre los obispos del siglo XII se recuerda a Giovanni III, que firmó un diploma del conde Roberto de 1100, Teodaldo, conmemorado en el sínodo de Larino convocado en 1166 por su sucesor Pietro, a su vez conocido por haber participado en el Concilio de Letrán de 1179.
La diócesis vio el surgimiento de numerosos monasterios, el más importante de los cuales fue el cenobio de Santa María en Mare en la isla de San Nicolás en las Tremiti. Todavía se recuerda el monasterio casinense de Santa María in loco Aurole (Ururi), el monasterio de Santa Elena en Pantasia, fundado en 976, el monasterio de Sant'Eustachio en Pantasia y el monasterio de Santa María de Melanico.
Aproximadamente en 1288, el obispo Perrone (Petronio) fue suspendido de sus funciones episcopales y la sede fue dada bajo administración a varios obispos: Saba, obispo de Mileto; Santiago, obispo de Malta; Giovanni y Adinolfo, arzobispos de Benevento; Angelo, exobispo de Fiesole; y finalmente Pasquale, antiguo obispo de Cassano, que a la muerte de Perrone, fue nombrado obispo de Larino.
El obispo, español de origen, Fernando de Mudana (1539-1551) tuvo un hijo, Antonio, antes de emprender la carrera eclesiástica; Antonio fue nombrado por su padre vicario general de la diócesis y administrador de la misma cuando el obispo estaba ausente.
En el Concilio de Trento participó el obispo Belisario Balduino (1555-1591); a su regreso realizó una visita pastoral a su diócesis y en enero de 1564 abrió el seminario diocesano, el primero establecido en el mundo católico tras la decisión tridentina. Una gran figura del obispo larinese fue Giovanni Tommaso Eustachio (1612-1616), hombre de cultura y de ciencia, autor de obras teológicas, ascéticas y disciplinarias; restableció el seminario, que había sufrido en años anteriores; visitó la diócesis varias veces y convocó un sínodo diocesano en 1615. El obispo Persio Caracci (1631-1656) fue responsable de la reconstrucción del seminario y del palacio episcopal; convocó siete veces el sínodo diocesano; renovó la capilla de San Pardo en la catedral. El obispo Carlo Maria Pianetti (1706-1725) hizo pintar efigies de sus obispos predecesores en el palacio episcopal y reconstruyó la catedral. Entre los obispos de Larino no se puede olvidar a Giovanni Andrea Tria (1726-1741), historiador y teólogo, autor de las Memorie storiche, civili ed ecclesiastiche della città e diocesi di Larino, publicadas en Roma en 1744.
En 1938 las islas Tremiti fueron separadas de la diócesis de Larino y anexadas a la arquidiócesis de Manfredonia. En 1985 las comunas de Serracapriola y Chieuti, en la provincia de Foggia, pasaron a la diócesis de San Severo.
En el momento de la unión con Térmoli, la diócesis de Larino incluía las comunas de Bonefro, Campomarino, Casacalenda, Colletorto, Larino, Montelongo, Montorio nei Frentani, Morrone del Sannio, Portocannone, Provvidenti, Ripabottoni, Rotello, San Giuliano di Puglia, San Martino in Pensilis, Santa Croce di Magliano y Ururi.

### Sede de Térmoli
Son inciertos los orígenes de la diócesis de Térmoli, cuya comunidad cristiana aparece dependiente de la Iglesia de Benevento en la bula con la que el papa Agapito II excomulgó en 946/947 al obispo Benito, que había usurpado la sede de Térmoli y los derechos del obispo de Benevento.
Con la bula del 26 de mayo de 969, el papa Juan XIII concedió a Landulfo I de Benevento el título de arzobispo, el uso del palio y la facultad de consagrar a sus obispos sufragáneos. En la bula del 6 de diciembre de 983 con la que el papa Juan XIV confirmó las disposiciones de su predecesor, se añadieron otros obispos sufragáneos, además de los mencionados en 969, entre ellos Térmoli. En otro documento papal de 1014, Térmoli se menciona explícitamente como diócesis sufragánea de Benevento.
La cronología de los obispos termoleses también es incierta. La tradición establece a Sicone (o Scio) como el primer obispo conocido que firmó el diploma pontificio del 969, en el que sin embargo el de Térmoli no aparece entre los obispos sufragáneos de Benevento. Los primeros obispos históricamente ciertos aparecen sólo hacia mediados del siglo XI: Amando, documentado en una carta de 1051; y Niccolò, que participó en la consagración de la iglesia abacial de Montecasino en 1071.
Entre los obispos de Termoli se recuerda en particular a Federico Mezio (1602-1612), versado en lenguas antiguas, cuyos conocimientos utilizó Cesare Baronio en la redacción de sus Annales Ecclesiastici.
El 27 de junio de 1818, tras el concordato entre la Santa Sede y el Reino de las Dos Sicilias, la diócesis de Térmoli se amplió, incorporando el territorio de la suprimida diócesis de Guardialfiera mediante la bula De utiliori del papa Pío VII.
El 25 de marzo de 1947, con la carta apostólica Grave ac sollemne, el papa Pío XII proclamó a san Timoteo patrono principal de la diócesis, junto con san Pardo.
En el momento de la unión con Larino, la diócesis de Térmoli incluía las comunas de Acquaviva Collecroce, Castelbottaccio, Castelmauro, Civitacampomarano, Guardialfiera, Guglionesi, Lucito, Lupara, Mafalda, Montecilfone, Montemitro, Montenero di Bisaccia, Palata, Petacciato, San Felice del Molise, San Giacomo degli Schiavoni, Tavenna y Termoli.

### Diócesis de Termoli-Larino
De 1924 a 1960 las diócesis de Térmoli y Larino estuvieron in persona episcopi con el obispo Oddo Bernacchia. La unión se reanudó el 12 de junio de 1970 con el nombramiento de Pietro Santoro (1970-1979) y luego de Cosmo Francesco Ruppi (1980-1986) para ambas diócesis.
El 21 de agosto de 1976, mediante la bula Ad apicem sacerdotalis del papa Pablo VI, las diócesis de Térmoli y Larino pasaron a formar parte de la nueva provincia eclesiástica de la arquidiócesis de Boiano-Campobasso.
El 30 de septiembre de 1986, con el decreto Instantibus votis de la Congregación para los Obispos, las diócesis de Térmoli y Larino se unieron plena unione y la diócesis resultante tomó su nombre actual.

## Estadísticas
Según el Anuario Pontificio 2023 la diócesis tenía a fines de 2022 un total de 108 800 fieles bautizados.
| Año                                                                             | Población            | Población | Población      | Sacerdotes | Sacerdotes    | Sacerdotes    | Bautizados por sacerdote | Diáconos permanentes | Religiosos | Religiosos | Parroquias |
| Año                                                                             | Bautizados católicos | Total     | % de católicos | Total      | Clero secular | Clero regular | Bautizados por sacerdote | Diáconos permanentes | Varones    | Mujeres    | Parroquias |
| ------------------------------------------------------------------------------- | -------------------- | --------- | -------------- | ---------- | ------------- | ------------- | ------------------------ | -------------------- | ---------- | ---------- | ---------- |
| Diócesis de Térmoli                                                             |                      |           |                |            |               |               |                          |                      |            |            |            |
| 1950                                                                            | 69 500               | 70 000    | 99.3           | 46         | 46            |               | 1510                     |                      |            | 50         | 21         |
| 1970                                                                            | 59 000               | 60 000    | 98.3           | 42         | 40            | 2             | 1404                     |                      | 2          | 80         | 24         |
| 1980                                                                            | 63 150               | 65 200    | 96.9           | 47         | 42            | 5             | 1343                     |                      | 5          | 92         | 25         |
| Diócesis de Larino                                                              |                      |           |                |            |               |               |                          |                      |            |            |            |
| 1949                                                                            | 71 800               | 72 000    | 99.7           | 51         | 51            |               | 1407                     |                      |            | 42         | 22         |
| 1969                                                                            | 59 500               | 60 000    | 99.2           | 48         | 38            | 10            | 1239                     |                      | 13         |            | 23         |
| 1978                                                                            | 53 400               | 53 700    | 99.4           | 41         | 36            | 5             | 1302                     | 1                    | 6          | 110        | 23         |
| Diócesis de Térmoli-Larino                                                      |                      |           |                |            |               |               |                          |                      |            |            |            |
| 1990                                                                            | 104 500              | 105 500   | 99.1           | 83         | 70            | 13            | 1259                     | 5                    | 13         | 160        | 51         |
| 1999                                                                            | 104 300              | 105 350   | 99.0           | 73         | 59            | 14            | 1428                     | 5                    | 14         | 147        | 51         |
| 2000                                                                            | 104 600              | 105 500   | 99.1           | 76         | 62            | 14            | 1376                     | 4                    | 14         | 132        | 51         |
| 2001                                                                            | 106 497              | 107 095   | 99.4           | 107        | 94            | 13            | 995                      | 4                    | 14         | 107        | 51         |
| 2002                                                                            | 106 402              | 107 000   | 99.4           | 72         | 63            | 9             | 1477                     | 4                    | 9          | 104        | 51         |
| 2003                                                                            | 105 835              | 106 450   | 99.4           | 70         | 61            | 9             | 1511                     | 4                    | 9          | 101        | 51         |
| 2004                                                                            | 105 835              | 106 500   | 99.4           | 68         | 59            | 9             | 1556                     | 8                    | 9          | 100        | 51         |
| 2010                                                                            | 108 095              | 109 132   | 99.0           | 65         | 56            | 9             | 1663                     | 8                    | 10         | 83         | 51         |
| 2014                                                                            | 108 000              | 108 685   | 99.4           | 72         | 62            | 10            | 1500                     | 6                    | 12         | 60         | 51         |
| 2017                                                                            | 107 800              | 108 800   | 99.1           | 69         | 57            | 12            | 1562                     | 5                    | 12         | 68         | 51         |
| 2020                                                                            | 108 760              | 109 132   | 99.7           | 71         | 59            | 12            | 1531                     | 5                    | 14         | 67         | 50         |
| 2022                                                                            | 108 800              | 109 132   | 99.7           | 69         | 57            | 12            | 1576                     | 5                    | 15         | 60         | 51         |
| Fuente: Catholic-Hierarchy, que a su vez toma los datos del Anuario Pontificio. |                      |           |                |            |               |               |                          |                      |            |            |            |

### Vida consagrada
En el territorio diocesano desempeñan su labor carismática unos religiosos y religiosas, de los siguientes institutos o sociedades: Orden de los Hermanos Menores (franciscanos observantes), Orden de los Hermanos Menores Capuchinos, Sociedad del Apostolado Católico (palotinos), Congregación de las Evangelizadoras de María, Hermanas Siervas de la Eucaristía, Hermanas de la Caridad de Santa Juana Antida Thouret, Hermanas Carmelitas, Hermanas Discípulas de Jesús Eucarístico, Hermanas Misioneras de la Doctrina Cristiana, Hermanas Pobres Bonarenses de San José, Hermanas Mínimas de Nuestra Señora del Sufragio, Hermanas Catequistas de María Santísima (benedictinas), Hermanas de María Inmaculada y Hermanitas de Jesús.

## Episcopologio

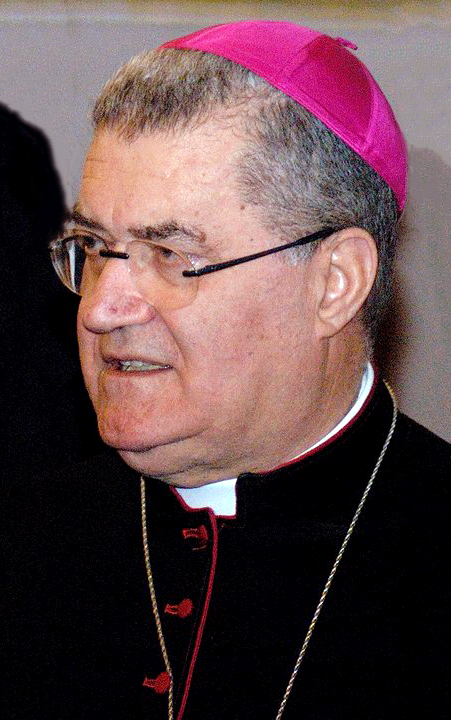
Cosmo Francesco Ruppi fue el primer obispo de la sede unida de Termoli-Larino

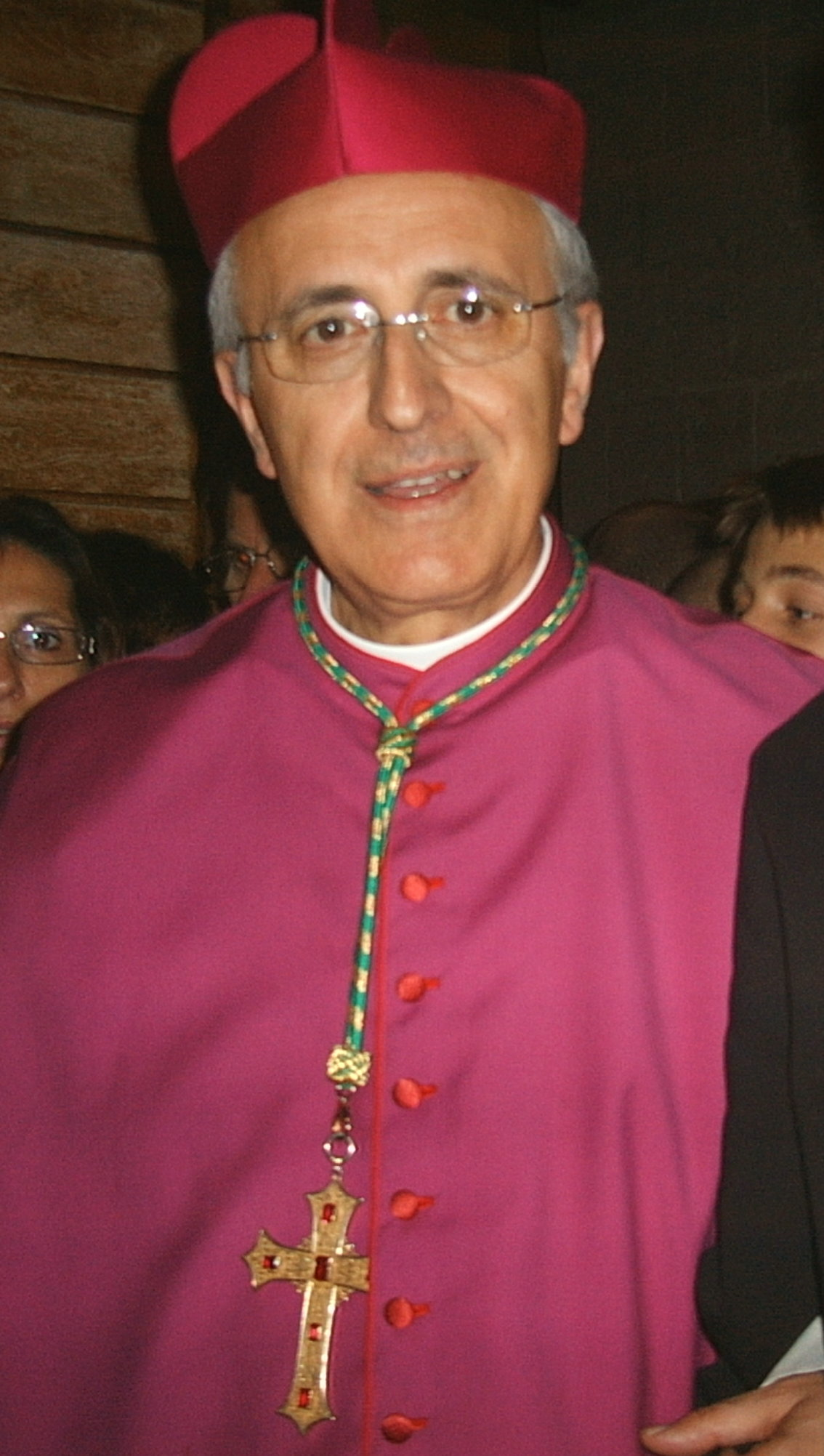
Domenico Umberto D'Ambrosio gobernó la sede Termoli-Larino entre 1989 y 1999

### Obispos de Térmoli
- Benedetto † (mencionado en 946/947) (usurpador)

- Scio? † (mencionado en 969)[nota 2]
- Amando † (mencionado en 1051)[16]
- Niccolò † (antes de 1071-después de 1075)[24][2]
- Iezzolino (Jocelinus) † (mencionado en 1095)[24]
- Ursone † (mencionado en 1126)[16]
- Pietro † (mencionado en 1149)[16]
- Goffredo † (antes de 1178-después de 1179)[16]
- Anónimo † (mencionado en 1187 y en 1191)[25]
- Alferio † (mencionado en 1196 circa)[25]
- Anónimo † (mencionado en 1199 y en 1200)[25]
- Anónimo † (mencionado en 1204)[25]
- Anónimo † (mencionado en 1208)[25]
- Anónimo † (mencionado en 1215 y en 1217)[25]
- Anónimo † (mencionado en 1220)[25]
- Angelo † (antes de 1224-después de 1226)[25]
- Anónimo † (mencionado en 1234)[25]
- Stefano † (mencionado desde 1235 a 1241)[25]
- Valentino † (16 de octubre de 1254-después de 1270)[25]
- Giovanni? † (mencionado en 1265)[nota 3]
- Anónimo † (mencionado en 1273)[25]
- G. † (mencionado en 1280)[25]
- Bartolomeo Aldomarisso † (antes de 1304-1318 falleció)
- Giovanni † (20 de noviembre de 1318-después de 1321)
- Bartolomeo † (?-1352 falleció)
- Luca † (14 de enero de 1353-1364 falleció)
- Francesco della Stella † (27 de noviembre de 1364-1372 falleció)
- Jacopo Cini da Sant'Andrea, O.P. † (3 de septiembre de 1372-1381 falleció)
  - Giovanni di Sangemini, O.Min. † (7 de febrero de 1379-?) (antiobispo)
- Domenico del Ciarda, O.S.M. † (circa 1381-circa 1387 falleció)
- Andrea † (29 de abril de 1388-1390 falleció)
- Costantino † (5 de marzo de 1390-1395 falleció)
- Pietro † (1 de diciembre de 1395-circa 1400 falleció)
- Tommaso † (circa 1400-8 de diciembre de 1400 nombrado obispo de Montecorvino)
- Antonio † (8 de diciembre de 1400-1403 falleció)
- Stefano da Civita Castellana, O.Min. † (8 de agosto de 1403-7 de julio de 1406 nombrado obispo de Civita Castellana)
- Paolo † (7 de julio de 1406-1422 falleció)
- Antonio, O.E.S.A. † (22 de noviembre de 1422-1455 falleció)
- Duccio † (23 de enero de 1455-1465 falleció)
- Leonardo, O.S.B. † (27 de mayo de 1465-1473 falleció)
- Jacopo † (8 de enero de 1473-? falleció)
- Giovanni de' Vecchi † (9 de enero de 1497-1509 falleció)
- Angelo Antonio Guiliani † (13 de julio de 1509-1517 falleció)
- Sancio de Ayerbe † (20 de abril de 1517-1518 renunció)
- Antonio Attilio † (5 de mayo de 1518-1536 falleció)
- Pietro Durante † (28 de octubre de 1536-1539 falleció)
- Vincenzo Durante † (14 de julio de 1539-17 de agosto de 1565 renunció)
- Marcello Dentice † (17 de agosto de 1565-1569 falleció)
- Cesare Ferrante † (1 de abril de 1569-1593 falleció)
- Annibale Muzi † (31 de enero de 1594-11 de octubre de 1594 falleció)
- Francesco Sarto † (12 de diciembre de 1594-1599 falleció)
- Alberto Drago, O.P. † (29 de noviembre de 1599-3 de enero de 1601 falleció)
- Federico Mezio † (14 de enero de 1602-1612 falleció)
- Camillo Moro † (3 de diciembre de 1612-2 de marzo de 1626 nombrado obispo de Comacchio)
- Ettore dal Monte † (16 de marzo de 1626-julio de 1626 falleció)
- Gerolamo Cappello, O.F.M.Conv. † (16 de noviembre de 1626-1643 falleció)
- Alessandro Crescenzi, C.R.S. † (13 de julio de 1643-13 de junio de 1644 nombrado obispo de Ortona y Campli)
- Cherubino Manzoni, O.F.M. † (13 de julio de 1644-1651 falleció)
- Antonio Leoncello † (3 de julio de 1651-1653 falleció)
- Carlo Mannello † (3 de febrero de 1653-1661 renunció)
- Fabrizio Maracchi † (13 de febrero de 1662-agosto de 1676 falleció)
- Antonio Savo de' Panicoli † (20 de diciembre de 1677-noviembre de 1687 falleció)
- Marcantonio Rossi † (14 de junio de 1688-27 de junio de 1688 falleció)
- Michele Petirro † (6 de junio de 1689-14 de diciembre de 1705 nombrado obispo de Pozzuoli)
- Domenico Catalani † (22 de febrero de 1706-octubre de 1709 falleció)
  - Sede vacante (1709-1718)
- Tommaso Maria Farina, O.P. † (14 de marzo de 1718-diciembre de 1718 falleció)
- Salvatore di Aloisio † (15 de mayo de 1719-agosto de 1729 falleció)
- Giuseppe Antonio Silvestri † (28 de noviembre de 1729-mayo de 1743 falleció)
- Isidoro Pitellia, O.M. † (15 de julio de 1743-22 de septiembre de 1752 falleció)
- Tommaso Giannelli † (12 de marzo de 1753-noviembre de 1768 falleció)
- Giuseppe Boccarelli † (12 de junio de 1769-1781 falleció)
  - Sede vacante (1781-1792)
- Anselmo Maria Toppi, O.S.B. † (18 de junio de 1792-1799 falleció)
  - Sede vacante (1799-1819)
- Giovanni Battista Bolognese † (29 de marzo de 1819-19 de abril de 1822 nombrado obispo de Andria)
- Pietro Consiglio † (3 de marzo de 1824-13 de marzo de 1826 nombrado arzobispo de Brindisi)
- Gennaro de Rubertis † (9 de abril de 1827-1 de septiembre de 1845 falleció)
- Domenico Ventura † (21 de diciembre de 1846-20 de abril de 1849 nombrado arzobispo de Amalfi)
  - Pietro Bottazzi † (15 de abril de 1849-5 de septiembre de 1851) (administrador apostólico)
- Vincenzo Bisceglia † (5 de septiembre de 1851-12 de febrero de 1889 falleció)
- Raffaele di Nonno, C.SS.R. † (12 de febrero de 1889 por sucesión-16 de enero de 1893 nombrado arzobispo de Acerenza y Matera)
- Angelo Balzano † (16 de enero de 1893-29 de abril de 1909 renunció[nota 4])
- Giovanni Capitoli † (29 de abril de 1909-14 de febrero de 1911 nombrado obispo de Bagnoregio)
- Rocco Caliandro † (28 de marzo de 1912-14 de marzo de 1924 falleció)
- Oddo Bernacchia † (28 de octubre de 1924-19 de marzo de 1962 renunció[nota 5])
- Giovanni Proni † (18 de abril de 1962-10 de marzo de 1970 nombrado obispo de Bertinoro y obispo coadjutor de Forlì)
- Pietro Santoro † (12 de junio de 1970-15 de octubre de 1979 nombrado arzobispo de Boiano-Campobasso)
- Cosmo Francesco Ruppi † (13 de mayo de 1980-30 de septiembre de 1986 nombrado obispo de Térmoli-Larino)

### Obispos de Larino
- Giusto † (mencionado en 492/496)[nota 6]
- Aprile? † (circa 492/496-después de 501)[nota 7]
- Giovanni I † (mencionado en 556/561)[nota 8]
  - Sede suprimida
- Attone (o Azzone)? † (mencionado en 960 circa)[nota 9]
- Giovanni II † (mencionado en 1061)
- Guglielmo † (antes de 1071-después de 1089)[7]
- Ruggero † (fines del siglo XI)[7]
- Giovanni III † (mencionado en 1100)[7]
- Teodaldo † (antes de 1166)[7]
- Pietro † (antes de 1166-después de 1182)[26]
- Anónimo † (mencionado en 1187 y en 1191)[27]
- Giovanni † (mencionado en 1200 y en 1201)[27]
- Rainaldo † (mencionado en 1205)[27]
- Anónimo † (mencionado en 1215 y en 1217)[27]
- Matteo † (mencionado en 1218)[27]
- Anónimo † (mencionado en 1219)[27]
- Giovanni Bos de Ravello † (mencionado en 1221)[27]
- Roberto † (antes de 1224-después de 1227)[27]
- Anónimo † (mencionado en 1236)[27]
- Stefano † (mencionado en 1240)[27]
- Gualtiero de' Gualtieri † (circa 1250-23 de octubre de 1254 nombrado arzobispo de Amalfi)
- Bartolomeo da Benevento, O.P. † (1254-18 de febrero de 1264 nombrado obispo de Amelia)[nota 10]
- Farolfo † (mencionado en 1267 circa)[27]
- Anónimo † (mencionado en 1275/1276

### Para la sede de Térmoli
- (en latín) Ferdinando Ughelli, Italia sacra, vol. VIII, segunda edición, Venecia, 1721, col. 374-379
- (en italiano) Vincenzio d'Avino, Cenni storici sulle chiese arcivescovili, vescovili e prelatizie (nullius) del Regno delle Due Sicilie, Nápoles, 1848, pp. 668-670
- (en italiano) Giuseppe Cappelletti, Le Chiese d'Italia della loro origine sino ai nostri giorni, vol. XIX, Venecia, 1864, pp. 351-357
- (en alemán) Hans-Walter Klewitz, Zur geschichte der bistums organization Campaniens und Apuliens im 10. und 11. Jahrhundert, en Quellen und Forschungen aus italienischen archiven und bibliotheken, XXIV (1932-33), p. 51
- (en latín) Paul Fridolin Kehr, Italia Pontificia, IX, Berlín, 1962, pp. 187-190
- (en alemán) Norbert Kamp, Kirche und Monarchie im staufischen Königreich Sizilien. Prosopographische Grundlegung. Bistümer und Bischöfe des Königreichs 1194-1266. 1. Abruzzen und Kampanien, Múnich, 1973, pp. 295-297
- (en latín) Pius Bonifacius Gams, Series episcoporum Ecclesiae Catholicae, Graz, 1957, pp. 932-933
- (en latín) Konrad Eubel, Hierarchia Catholica Medii Aevi, vol. 1, pp. 483-484; vol. 2, p. 247; vol. 3, p. 312; vol. 4, p. 334; vol. 5, p. 376; vol. 6, p. 403; vol. 7, p. 366; vol. 8, p. 549

### Para la sede de Larino
- (en latín) Ferdinando Ughelli, Italia sacra, vol. VIII, segunda edición, Venecia, 1721, col. 302-309
- (en italiano) Giovanni Andrea Tria, Memorie storiche, civili ed ecclesiastiche della città e diocesi di Larino, Roma, 1744
- (en italiano) Vincenzio d'Avino, Cenni storici sulle chiese arcivescovili, vescovili e prelatizie (nullius) del Regno delle Due Sicilie, Nápoles, 1848, pp. 292-295
- (en italiano) Giuseppe Cappelletti, Le Chiese d'Italia della loro origine sino ai nostri giorni, vol. XIX, Venecia, 1864, pp. 223-253
- (en italiano) Francesco Lanzoni, Le diocesi d'Italia dalle origini al principio del secolo VII (an. 604), vol. I, Faenza, 1927, p. 277
- (en alemán) Hans-Walter Klewitz, Zur geschichte der bistums organization Campaniens und Apuliens im 10. und 11. Jahrhundert, en Quellen und Forschungen aus italienischen archiven und bibliotheken, XXIV (1932-33), pp. 48-49
- (en latín) Paul Fridolin Kehr, Italia Pontificia, IX, Berlín, 1962, pp. 173-186
- (en alemán) Norbert Kamp, Kirche und Monarchie im staufischen Königreich Sizilien. Prosopographische Grundlegung. Bistümer und Bischöfe des Königreichs 1194-1266. 1. Abruzzen und Kampanien, Múnich, 1973, pp. 266-270
- (en latín) Pius Bonifacius Gams, Series episcoporum Ecclesiae Catholicae, Graz, 1957, pp. 888-889
- (en latín) Konrad Eubel, Hierarchia Catholica Medii Aevi, vol. 1, p. 294; vol. 2, p. 172; vol. 3, p. 219; vol. 4, p. 215; vol. 5, pp. 236-237; vol. 6, p. 253; vol. 7, p. 232; vol. 8, p. 334